# Sergei Nikolajewitsch Arzibaschew
Sergei Nikolajewitsch Arzibaschew (russisch Сергей Николаевич Арцибашев; * 14. September 1951 im Dorf Kalja, Oblast Swerdlowsk; † 12. Juli 2015 in Moskau) war ein russischer Theaterregisseur und Schauspieler. Während seiner künstlerischen Laufbahn inszenierte er über 40 Theaterstücke und spielte Rollen in mehr als 20 Filmen.

## Leben
Sergei Arzibaschew absolvierte das Uraler Polytechnikum und studierte ab 1976 an der Schauspielfakultät der Swerdlowsker Theaterschule. Diese Ausbildung setzte er bis 1981 in Moskau an der Russischen Akademie für Theaterkunst bei Maria Knebel fort und unternahm erste Schritte im Bereich der Regie. Es entstanden zwei Studienarbeiten: die Inszenierung der Novelle Frauen und Kinder von Alexander Wolodin sowie das Stück Liebe nach einer Erzählung von Ljudmila Petruschewskaja. Später folgten die Inszenierungen der Kurzgeschichte Zwei Pudel von Semjon Slotnikow und des diplomierten Schauspiels Kleines Orchester der Hoffnung, das 1981 am Taganka-Theater aufgeführt wurde. Arzibaschew übernahm alle männlichen Rollen selbst.
Nach Abschluss seiner Ausbildung begann er auf Initiative Juri Ljubimows seine Karriere am Taganka-Theater als Schauspieler und Regisseur. Nach Schauspiel- und Regielehrgängen an der Akademie für Theaterkunst inszenierte er das Stück Musikunterricht von Ljudmila Petruschewskaja, das 1989 in das Repertoire des Majakowski-Theaters übernommen wurde. Seine Zusammenarbeit mit diesem Theater begann 1987, als er das Stück Schanna von Alexander Galin zur Aufführung brachte.
Im Alter von 37 Jahren wurde Arzibaschew Hauptregisseur und leitete ab 1989 das Moskauer Komödientheater. 1991 wurde es als Russisches Pokrowka-Staatstheater reorganisiert und er übernahm gleichzeitig die Positionen des künstlerischen Leiters sowie des Hauptregisseurs. Er spielte viele Hauptrollen in seinen Schauspielen, darunter Hamlet oder Lenin. Daneben setzte er Schauspiele an anderen Moskauer Theatern in Szene. Er arbeitete mit der Neuen Oper (1998 Eugen Onegin) oder mit dem Zentralen Akademischen Theater der Russischen Armee (1981 Die Pfeile des Robin Hood von Walter Scott) zusammen. Von 2002 bis 2011 leitete er das Majakowski-Theater. Sein Nachfolger wurde Litauer Mindaugas Karbauskis.
Seit den 1980er Jahren arbeitete Arzibaschew auch als Kinoregisseur. Als Schauspieler übernahm er hauptsächlich Zweitrollen in Komödien. 2007 spielte er die Rolle eines der zwölf Geschworenen in dem Film 12 von Nikita Michalkow. Seinen letzten Auftritt hatte er 2014 in dem Film Der Dummkopf, einem Sozialdrama von Juri Bykow.

## Filmografie (Auswahl)
- 1983: Dieser Schlingel Sidorow („Этот негодяй Сидоров“)
- 1984: Eine bittere Romanze (Жестокий романс)
- 1985: Ne chodite devki zamush („Не ходите девки замуж“)
- 1987: Vremya letat („Время летать“)
- 1987: Vergessene Melodie für Flöte (Забытая мелодия для флейты)
- 1988: Doloy kommertsiyu na lyubovnom fronte, ili Uslugi po vzaimnosti („Долой коммерцию на любовном фронте, или Услуги по взаимности“)
- 1988: Zashchitnik Sedov („Защитник Седов“)
- 1989: Lestnitsa („Лестница“)
- 1990: Mordashka („Мордашка“)
- 1990: Povest nepogashennoy luny („Повесть непогашенной Луны“)
- 1990: Musikstunden („Уроки музыки“)
- 1991: Der innere Kreis („Ближний круг“)
- 1991: Der fliegende Holländer („Летучий голландец“)
- 1991: Nebesa obetovannye („Небеса обетованные“)
- 1991: Skazka na noch („Сказка на ночь“)
- 1991: Deti, begushchie ot grozy („Террорист“)
- 1992: 22 iyunya, rovno v 4 chasa („22 июня, ровно в 4 часа …“)
- 1992: Pomnisch sapach sireni („„Помнишь запах сирени …““)
- 1993: Likhaya parochka („Лихая парочка“)
- 1995: Ekhay („Ехай!“)
- 1995: Shirli-myrli („Ширли-мырли“)
- 1997: Schenitba („Женитьба“)
- 1998: Nezrimyy puteshestvennik („Незримый путешественник“)
- 1999: Popy - chitayet tekst („Попы – читает текст“)
- 2000: DMB („ДМБ“)
- 2001: Die Ermittler-1 („Сыщики-1“)
- 2002: Smotryashiy vniz („Смотрящий вниз“)
- 2003: Sphinx des Nordens („Северный сфинкс“)
- 2003: Teoriya zapoya („Теория запоя“)
- 2004: Der Hof („Усадьба“)
- 2007: 12
- 2009: Tote Seelen („Мертвые души“)
- 2014: Durak („Дурак“)

## Auszeichnungen
- Verdienter Künstler der Russischen Föderation (1992)
- Staatspreis der Russischen Föderation (1996, 1999)
- Volkskünstler Russlands (2005)
- Orden der Ehre (2009)